# Sant'Elena della Casa Adele
Sant'Elena della Casa Adele é uma capela conventual privada localizada na Via Biagio Pallai, 4, no bairro de Monteverde Nuovo do quartiere Gianicolense de Roma. É dedicada a Santa Helena.

## História
Este convento é a sede provincial das Filhas de Maria Imaculada, uma congregação que é parte da Família Marianista de religiosas consagradas. Ela foi fundada por Adèle de Batz de Trenquelléon em Agen, na França, em 1816. A cúria-geral da congregação fica na Via Edoardo Jenner, 10, bem perto dali. Os dois conventos tem o nome de "Casa Adele" em homenagem à fundadora e ambos funcionam como hotéis para peregrinos.
Em 2016, a capela estava aberta ao público para missas e era subsidiária da igreja da Trasfigurazione di Nostro Signore Gesù Cristo. A situação atual é incerta.

## Descrição
A capela não tem identidade arquitetural própria e está integralmente incorporada ao edifício do convento.